# Yoncq
Yoncq település Franciaországban, Ardennes megyében. Lakosainak száma 85 fő (2022. január 1.). Yoncq Autrecourt-et-Pourron, Beaumont-en-Argonne, La Besace, Raucourt-et-Flaba és Mouzon községekkel határos.

## Népesség
A település népessége az elmúlt években az alábbi módon változott:
| Lakosok száma | 161  | 126  | 112  | 93   | 110  | 114  | 101  | 93   | 91   | 85   |
|               | 1968 | 1982 | 1990 | 2006 | 2013 | 2015 | 2017 | 2019 | 2020 | 2022 |